# BeNeLux Liga 2012-2013
Navigation
2011-2012 2013-2014
La saison 2012-2013 de la BeNeLux Liga met aux prises 12 équipes du Benelux. Il s’agit de la 6e édition de la Benelux liga.
Le club belge du Achilles Bocholt battu les tenant du titre, les néerlandais HV KRAS/Volendam, 35 à 29.

## Organisation
La compétition se déroule en deux phases : un la phase de pool et deux la phase finale ou le Final Four qui se déroule pour la saison 2012-2013 dans le sportpark Lakerveld à Houthalen-Helchteren en Belgique.
- La phase de pool: Elle réunit donc, les douze meilleures équipes de Belgique, des Pays-Bas et du Luxembourg.

Ces douze équipes sont réparties en deux pool (A et B) composés donc de six équipes et avec deux équipes de la même nation mais les deux équipes du même pays ne jouent pas l'une contre l'autre.
À l'issue de dix journées, les deux premières équipes sont qualifiées pour le Final Four.
- Le Final Four: Il se déroule en deux jours et a lieu dans la même salle, pour cette saison le Final Four se déroule au sportpark Lakerveld à Houthalen-Helchteren en Belgique.

Le premier jour, le premier du groupe A rencontre le deuxième du groupe B et le premier du groupe B rencontre le deuxième du groupe A alors que le deuxième, les deux perdant des deux matchs de la veille, se rencontrent pour la petite finale qui fixera le troisième et le quatrième, puis la grande finale a lieu entre les deux vainqueurs du match de la veille qui fixera le vainqueur de cette édition.

## Participants
| Club                     | Ville            | Salle                               | Pays       |
| ------------------------ | ---------------- | ----------------------------------- | ---------- |
| United HC Tongeren       | Tongres          | Eburons Dôme Tongeren               | Belgique   |
| Initia Hasselt           | Hasselt          | Sporthal Alverberg                  | Belgique   |
| KV Sasja HC Hoboken      | Anvers           | Sportcomplex Sorghvliedt            | Belgique   |
| Achilles Bocholt         | Bocholt          | Sportcomplex De Damburg             | Belgique   |
| HV KRAS/Volendam         | Volendam         | Sporthal Opperdam                   | Pays-Bas   |
| OCI Limburg Lions Geleen | Geleen           | Glanerbrook                         | Pays-Bas   |
| E&O Emmen                | Emmen            | Ben Kwijt Arena                     | Pays-Bas   |
| JMS Hurry-Up Zwartemeer  | Zwartemeer       | Sporthal de Eendracht               | Pays-Bas   |
| HB Esch                  | Esch-sur-Alzette | Hall omnisports de Esch-sur-Alzette | Luxembourg |
| Red Boys Differdange     | Differdange      | Parc des Sports à Oberkorn          | Luxembourg |
| HB Dudelange             | Dudelange        | Centre sportif René Hartmann        | Luxembourg |
| Handball Käerjeng        | Käerjeng         | Centre Sportif Käerjenger Dribbel   | Luxembourg |

## Phase de groupe
Deux clubs du même pays, ne jouent pas l'un contre l'autre en phase de groupe.

### Légende
|  | Qualifié pour le Final Four de la Benelux liga |

#### Groupe A
|   | Équipe                   | Pts | J  | G | N | P | Bp  | Bc  | Diff |  | Résultats (dom.\ext.)    |       |       |       |       |       |       |
| - | ------------------------ | --- | -- | - | - | - | --- | --- | ---- |  | ------------------------ | ----- | ----- | ----- | ----- | ----- | ----- |
| 1 | Initia HC Hasselt        | 14  | 10 | 6 | 2 | 2 | 289 | 269 | 20   |  | Initia HC Hasselt        |       | 35-31 | 26-26 | 30-30 | 31-29 |       |
| 2 | JMS Hurry-Up Zwartemeer  | 13  | 10 | 6 | 1 | 3 | 289 | 260 | 29   |  | JMS Hurry-Up Zwartemeer  | 31-22 |       | 35-21 |       | 28-22 | 30-26 |
| 3 | OCI Limburg Lions Geleen | 10  | 10 | 4 | 2 | 4 | 267 | 258 | 9    |  | OCI Limburg Lions Geleen | 20-25 |       |       | 26-26 | 33-27 | 31-25 |
| 4 | HB Dudelange             | 10  | 10 | 4 | 2 | 4 | 279 | 296 | -17  |  | HB Dudelange             | 33-32 | 26-29 | 28-26 |       |       | 29-28 |
| 5 | Handball Käerjeng        | 7   | 10 | 3 | 1 | 6 | 278 | 298 | -20  |  | Handball Käerjeng        | 29-34 | 29-28 | 28-26 |       |       | 26-26 |
| 6 | KV Sasja HC Hoboken      | 6   | 10 | 2 | 2 | 6 | 255 | 276 | -21  |  | KV Sasja HC Hoboken      |       | 26-26 | 22-26 | 30-26 | 32-28 |       |

#### Groupe B
|   | Équipe               | Pts | J  | G | N | P | Bp  | Bc  | Diff |  | Résultats (dom.\ext.) |       |       |       |       |       |       |
| - | -------------------- | --- | -- | - | - | - | --- | --- | ---- |  | --------------------- | ----- | ----- | ----- | ----- | ----- | ----- |
| 1 | Achilles Bocholt     | 16  | 10 | 7 | 2 | 1 | 286 | 256 | 30   |  | Achilles Bocholt      |       | 23-28 |       | 28-26 | 27-26 | 25-25 |
| 2 | HV KRAS/Volendam     | 15  | 10 | 7 | 2 | 1 | 283 | 246 | 37   |  | HV KRAS/Volendam      | 24-24 |       | 24-30 |       | 30-25 | 27-18 |
| 3 | United HC Tongeren   | 14  | 10 | 7 | 0 | 3 | 287 | 264 | 23   |  | United HC Tongeren    |       | 30-27 |       | 31-21 | 26-21 | 32-20 |
| 4 | E&O Emmen            | 9   | 10 | 3 | 0 | 7 | 253 | 286 | -33  |  | E&O Emmen             | 21-35 |       | 34-23 |       | 23-22 | 20-27 |
| 5 | HB Esch              | 8   | 10 | 2 | 1 | 7 | 253 | 268 | -15  |  | HB Esch               | 26-30 | 27-29 | 24-27 | 28-26 |       |       |
| 6 | Red Boys Differdange | 1   | 10 | 1 | 2 | 7 | 233 | 275 | -42  |  | Red Boys Differdange  | 19-27 | 23-27 | 26-28 | 25-35 |       |       |

## Final Four

### Demi-finales
| Club              | Score | Club                    |
| ----------------- | ----- | ----------------------- |
| Achilles Bocholt  | 33-28 | JMS Hurry-Up Zwartemeer |
| Initia HC Hasselt | 23-26 | HV KRAS/Volendam        |

### Finale
| Club             | Score | Club             |
| ---------------- | ----- | ---------------- |
| Achilles Bocholt | 35-29 | HV KRAS/Volendam |

|  | Demi-finales            | Demi-finales     |                        |    | Finale | Finale |
|  | Demi-finales            | Demi-finales     |                        |    | Finale | Finale |
|  |                         |                  |                        |    |        |        |
|  | 4 Mai                   | 4 Mai            |                        |    | 5 Mai  | 5 Mai  |
|  | 4 Mai                   | 4 Mai            |                        |    | 5 Mai  | 5 Mai  |
|  | Achilles Bocholt        | 33               |                        |    | 5 Mai  | 5 Mai  |
|  | Achilles Bocholt        | 33               |                        |    | 5 Mai  | 5 Mai  |
|  | JMS Hurry-Up Zwartemeer | 28               |                        |    | 5 Mai  | 5 Mai  |
|  | JMS Hurry-Up Zwartemeer | 28               | Achilles Bocholt       | 35 |        |        |
|  | 4 Mai                   |                  | Achilles Bocholt       | 35 |        |        |
|  |                         | HV KRAS/Volendam | 29                     |    |        |        |
|  | Initia HC Hasselt       | HV KRAS/Volendam | 29                     | 23 |        |        |
|  | Initia HC Hasselt       |                  |                        | 23 |        |        |
|  | HV KRAS/Volendam        | 26               |                        |    |        |        |
|  | HV KRAS/Volendam        | 26               | Match pour la 3e place |    |        |        |
|  |                         |                  |                        |    |        |        |
|  | 5 Mai                   |                  |                        |    |        |        |
|  |                         |                  |                        |    |        |        |
|  | Initia HC Hasselt       | 30               |                        |    |        |        |
|  | Initia HC Hasselt       | 30               |                        |    |        |        |
|  | JMS Hurry-Up Zwartemeer | 29               |                        |    |        |        |
|  | JMS Hurry-Up Zwartemeer | 29               |                        |    |        |        |

### Vainqueur de la BeNeLux Liga
| Vainqueur de la BeNeLux Liga 2012-2013 Achilles Bocholt 1er titre |